# Live at the Village Vanguard (Elvin-Jones-Album)
Live at the Village Vanguard  ist ein Jazzalbum von Elvin Jones. Die am 20. März 1968 im Village Vanguard, New York City, entstandenen Aufnahmen erschienen als Langspielplatte 1974, als Compact Disc 1986 auf Enja.

## Hintergrund
Elvin Jones und George Coleman traten 1968 in Triobesetzung, zu der auch der Bassist Wilbur Little gehörte, im New Yorker Jazzclub Village Vanguard auf. Das gespielte Material umfasste Colemans Komposition „By George“ sowie die beiden Jazzstandards „Laura“ und „You Don’t Know What Love Is“. Das Trio wird mit dem Trompeter Hannibal Marvin Peterson für 15 Minuten in „Mister Jones“ zum Quartett erweitert.

## Titelliste

### Original-LP (1974)
- Elvin Jones: Live at the Village Vanguard (enja 2036)[1][2]

1. By George (George Coleman) 7:06
2. Laura (David Raskin) 12:00
3. Mister Jones (Keiko Jones) 15:06
4. You Don’t Know What Love Is (Don Raye, Gene DePaul) 7:02

### Erweiterte Version
- Elvin Jones: Live at the Village Vanguard (enja 2036-2 [CD Deutschland], ENJ1016 [CD Japan])

1. 1 M.C. [Introduction] (Elvin Jones) 0:31
2. By George (George Coleman) 7:06
3. Laura (Johnny Mercer, David Raksin) 12:00
4. Mister Jones (Keiko Jones) 15:05
5. You Don’t Know What Love Is (Gene DePaul, Don Raye) 6:57
6. M.C. [Talk by Elvin Jones] 0:37

## Rezeption
Scott Yanow verlieh dem Album in Allmusic drei Sterne und schrieb, bei der wohl ersten Aufnahme der Working Band von Elvin Jones (und einer seiner ersten Bands nach dem Tod von John Coltrane 1967) liege der Fokus ganz auf dem Tenorsaxophonisten George Coleman. Die Musik sei sehr stark im modalen Stil der späten 1950er/frühen 60er Jahre von Coltrane beeinflusst, und obwohl die Platte eher kurz ist, sei das Spiel hier exzellent und einigermaßen explorativ.

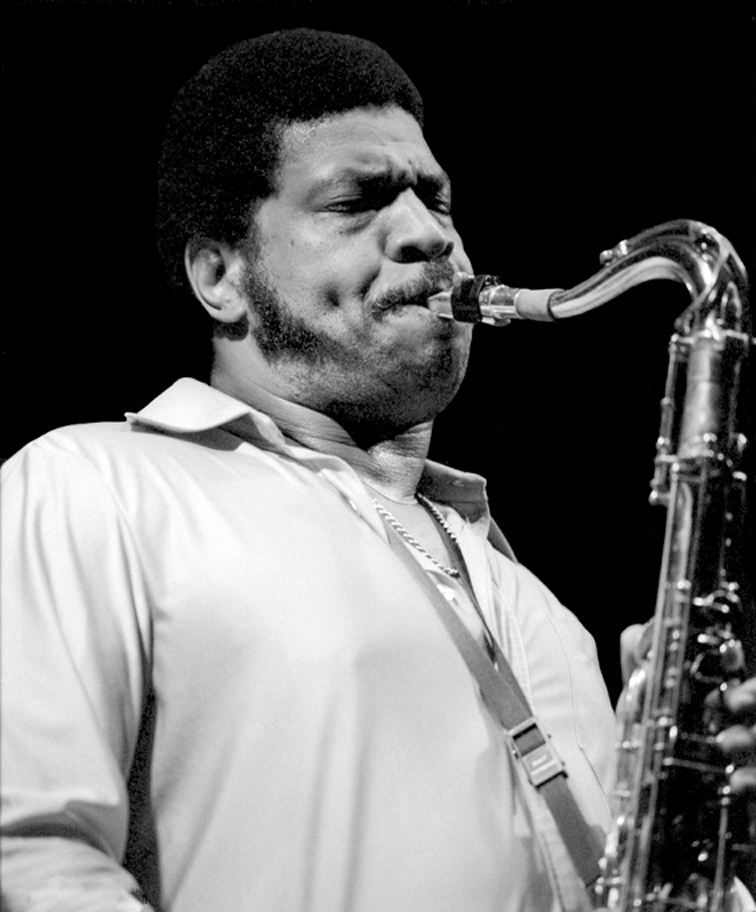
George Coleman bei einem Auftritt im Keystone Korner, San Francisco 1979

Nach Ansicht von Ethan Iverson, der das Album in seinem Blog Do the Math rezensierte, sei die Musik fabelhaft; der akustische Jazz der Post-Coltrane-Phase in New York City um 1968 habe über eine enorme Kraft verfügt. Während viele Plattenfirmen zu dieser Zeit das Interesse daran verloren hatten, Jazz zu dokumentieren, seien verschiedene „Lo-Fi-Live-Tapes“ dieser Phase äußerst charismatisch. So klinge George Coleman [in seinen Aufnahmen aus dieser Zeit] immer großartig, aber auf diesem Trio-Mitschnitt mit Elvin Jones wirke der Tenorsaxophonist besonders monströs. Der korrekte Name des ersten Stücks sei wahrscheinlich „Blues Inside Out“, aber auf dem Cover werde die Melodie einfach als „By George“ aufgeführt. Ein Teil der Freude an dieser Darbietung sei Colemans unbeirrte Reaktion auf eine chaotische Rhythmusgruppe. Bassist Wilbur Little spiele ganz oben auf dem Beat, fast im Widerspruch zum Schlagzeuger, aber es gebe dabei nichts zu meckern, das sei pures 1968er-Adrenalin. Jones würde sich auch nicht zurückhalten, manchmal wirkte das Spiel von Bass und Schlagzeug fast frei. Coleman würde leicht an der Spitze schweben; er nagele jeden Moment von Bebop über Intervalle bis hin zu Schreien im Stil des Memphis-Blues.
Richard Cook und Brian Morton, die das Album in The Penguin Guide to Jazz mit dreieinhalb Sternen bewerteten, merkten kritisch an, sei dies ein durchwachsener Gig in Bezug auf seine rauen, zwingend eindringlichen Klanglandschaften gewesen sei, aber auch in technischer Hinsicht, da man hier ein klavierloses Trio erlebe, mit dem Jones einige Jahre experimentieren sollte. Ohne ein Harmonieinstrument zu arbeiten und sich sehr herb auf den sehr anspruchsvollen und oft nach der Seite gerichteten harmonischen Sinn von George Coleman stützend, spiele Jones wie immer, so als würde er ein ganzes Orchester dirigieren – aber manchmal auch, als ob er gegen jeden Mitspieler einen persönlichen Groll hegen würde. Marvin Peterson platze bei „Mr Jones“ hinein und glänze mit seinem perfekten Trompetenspiel.